# Mary King
Mary Elizabeth King (nacida como Mary Elizabeth Thompson, Newark, 8 de junio de 1961) es una jinete británica que compitió en la modalidad de concurso completo.
Participó en seis Juegos Olímpicos de Verano, entre los años 1992 y 2012, obteniendo en total tres medallas en la prueba por equipos, plata en Atenas 2004 (junto con Jeanette Brakewell, William Fox-Pitt, Leslie Law y Philippa Funnell), bronce en Pekín 2008 (con Sharon Hunt, Katherine Dick, Kristina Cook y William Fox-Pitt), y plata en Londres 2012 (con William Fox-Pitt, Nicola Wilson, Zara Phillips y Kristina Cook), el sexto lugar en Barcelona 1992 (por equipos) y el séptimo en Sídney 2000 (individual).
Ganó tres medallas en el Campeonato Mundial de Concurso Completo entre los años 1994 y 2010, y siete medallas en el Campeonato Europeo de Concurso Completo entre los años 1991 y 2011.

## Palmarés internacional
| Juegos Olímpicos   | Juegos Olímpicos            | Juegos Olímpicos  | Juegos Olímpicos |
| Año                | Lugar                       | Medalla           | Categoría        |
| ------------------ | --------------------------- | ----------------- | ---------------- |
| 2004               | Atenas (Grecia)             | Medalla de plata  | Por equipos      |
| 2008               | Hong Kong (China)           | Medalla de bronce | Por equipos      |
| 2012               | Londres (Reino Unido)       | Medalla de plata  | Por equipos      |
| Campeonato Mundial |                             |                   |                  |
| Año                | Lugar                       | Medalla           | Categoría        |
| 1994               | La Haya (Países Bajos)      | Medalla de oro    | Por equipos      |
| 2006               | Aquisgrán (Alemania)        | Medalla de plata  | Por equipos      |
| 2010               | Lexington (Estados Unidos)  | Medalla de oro    | Por equipos      |
| Campeonato Europeo |                             |                   |                  |
| Año                | Lugar                       | Medalla           | Categoría        |
| 1991               | Punchestown (Irlanda)       | Medalla de oro    | Por equipos      |
| 1995               | Pratoni del Vivaro (Italia) | Medalla de oro    | Por equipos      |
| 1995               | Pratoni del Vivaro (Italia) | Medalla de bronce | Individual       |
| 1997               | Burghley (Reino Unido)      | Medalla de oro    | Por equipos      |
| 2007               | Pratoni del Vivaro (Italia) | Medalla de oro    | Por equipos      |
| 2007               | Pratoni del Vivaro (Italia) | Medalla de plata  | Individual       |
| 2011               | Luhmühlen (Alemania)        | Medalla de bronce | Por equipos      |